# South Northamptonshire
Le South Northamptonshire est un ancien district non métropolitain du comté de Northamptonshire, en Angleterre. Il comptait comme villes notables Towcester (son chef-lieu), Brackley et King's Sutton.
Le district accueillait notamment le circuit de Silverstone, situé près du village éponyme, où se déroule le Grand Prix automobile de Grande-Bretagne chaque année. Il abritait également Sulgrave Manor, dans le village éponyme, manoir ayant appartenu aux ancêtres de George Washington.

## Histoire
Ce district est créé le 1er avril 1974 par le Local Government Act 1972. Il est issu de la fusion du borough municipal de Brackley et des districts ruraux de Brackley et Towcester, ainsi que d'une partie du district rural de Northampton. Il disparaît le 1er avril 2021 et laisse place à l'autorité unitaire du West Northamptonshire.

## Géographie
Outre son chef-lieu Towcester, le district comprenait également les villes et villages suivants :
- Abthorpe, Adstone, Ashton, Aston le Walls, Astrop, Aynho
- Blakesley, Blisworth, Boddington, Brackley, Bradden, Brafield-on-the-Green, Bugbrooke
- Caldecote, Castle Ashby, Chacombe, Charlton, Chipping Warden, Cogenhoe, Cold Higham, Cosgrove, Courteenhall, Croughton, Culworth
- Deanshanger, Denton
- Easton Neston, Edgcote, Evenley, Eydon
- Farthinghoe
- Gayton, Grafton Regis, Grange Park, Greatworth, Greens Norton, Grimscote
- Hackleton, Harpole, Hartwell, Helmdon, Hinton-in-the-Hedges
- King's Sutton, Kislingbury
- Litchborough, Little Houghton
- Maidford, Marston St Lawrence, Middleton Cheney, Milton Malsor, Moreton Pinkney
- Nether Heyford, Newbottle
- Old Stratford, Overthorpe
- Pattishall, Paulerspury, Potterspury
- Quinton
- Radstone, Roade, Rothersthorpe
- Shutlanger, Silverstone, Slapton, Stoke Bruerne, Sulgrave, Syresham
- Thenford, Thorpe Mandeville, Tiffield
- Upper Heyford
- Wappenham, Warkworth, Weedon Lois, Weston, Whiston, Whitfield, Whittlebury, Wicken, Woodend
- Yardley Gobion, Yardley Hastings